# Antonow An-140
Die Antonow An-140 ist ein zweimotoriges Schulterdecker-Kurzstrecken-Passagierflugzeug des ukrainischen Herstellers Antonow. Zum Betrieb auf entfernt gelegenen Flugplätzen ohne Bodentechnik verfügt es über ein Hilfstriebwerk und ist für Starts und Landungen auf unbefestigten Pisten ausgelegt. Die beiden Turboproptriebwerke sind für gute Leistungen bei hohen oder besonders heißen Flughäfen (+ 45 °C, 1700 m) konstruiert. Die An-140 hat eine klimatisierte Druckkabine. Die Maschine sollte ursprünglich die An-24 und deren Varianten ersetzen, war aber kommerziell nicht erfolgreich. Die Produktion wurde nach sechs Jahren und insgesamt 35 Exemplaren aller Hersteller 2015 eingestellt.

## Geschichte
Die Entwicklung des Typs begann 1993. Am 6. Juni 1997 fanden der Rollout und am 17. September der Erstflug statt. Die Flugtests der beiden Prototypen zogen sich bis Januar 2000 hin. Währenddessen mussten geringfügige Änderungen am Leitwerk durchgeführt werden.
Die erste Serienmaschine flog am 11. Oktober 1999. Die Musterzulassung wurde am 25. April 2000 erteilt.
Der Ersteinsatz im Liniendienst erfolgte im März 2002 bei Odessa Airlines.
Infolge des Flugunfalls von Azerbaijan-Airlines-Flug 217, für den der Einbau gefälschter Teile im ukrainischen Antonowwerk ursächlich war, wurde die Produktion bei Antonow 2005 eingestellt. Insgesamt wurden – neben den beiden Prototypen – 18 Maschinen begonnen und davon 12 fertiggestellt.
Im Jahre 2020 setzte nur noch Motor Sich Airlines eine einzelne Passagier-An-140 (UR-14008) ein.

## Varianten
Eine Variante ist die An-140-100 mit vergrößerter Spannweite.

## Lizenzbau

### Iran
- IrAn-140 Faraz/IrAn-140-100 Faraz: Mit den iranischen HESA-Werken in Isfahan/Iran wurde ein Lizenzabkommen für den Bau von 80 Maschinen geschlossen, die alle aus vorgefertigten Teilen hergestellt werden sollten. Die erste iranische Maschine flog am 7. Februar 2001. Insgesamt wurden 14 Exemplare begonnen und davon mindestens 10 fertig montiert.[3] Nach dem Flugunfall von Sepahan-Airlines-Flug 5915 2014 wurden alle Maschinen stillgelegt und die Produktion schließlich eingestellt.[6][7]

### Russland
- An-140 / An-140-100: Auch Russland erwarb die Produktionsrechte. Die Maschinen wurden bei Aviakor in Samara sowohl als Militär- als auch als Passagiervariante gebaut.[8] Die Produktion des Typs wurde im Jahre 2015 eingestellt, als Grund gibt das Herstellerwerk die Beendigung der Zulieferungen aus der Ukraine an. Insgesamt wurden 11 Maschinen gebaut.[2]

## Zwischenfälle
- Am 23. Dezember 2002 stürzte eine An-140 der Fluggesellschaft Aeromist-Kharkiv nahe Ardestan (Iran) ab. Alle 44 Menschen an Bord starben.[9]
- Am 23. Dezember 2005 stürzte eine Antonow An-140 der Azerbaijan Airlines (4K-AZ48) rund fünf Minuten nach dem Start in Baku ins Kaspische Meer. Alle 23 Menschen an Bord kamen ums Leben. Als Unfallursache wurde das gleichzeitige Versagen aller drei künstlichen Horizonte ermittelt. Grund war der Einbau gefälschter Flugzeugteile ab Werk (siehe Azerbaijan-Airlines-Flug 217).[10][11]
- Am 15. Februar 2009 stürzte eine HESA IrAn-140-100 bei einem Trainingsflug nahe Isfahan ab. Alle fünf Besatzungsmitglieder starben, Passagiere waren nicht an Bord.[12]
- Am 10. August 2014 stürzte eine HESA IrAn-140-100 unmittelbar nach dem Start vom Flughafen Teheran-Mehrabad in ein Wohngebiet. Dabei starben 40 Insassen, 8 überlebten (siehe auch Sepahan-Airlines-Flug 5915).[13]

## Technische Daten
| Kenngröße            | Daten                                                               |
| -------------------- | ------------------------------------------------------------------- |
| Besatzung            | 2                                                                   |
| Passagiere           | 52                                                                  |
| Länge                | 22,60 m                                                             |
| Spannweite           | 25,50 m                                                             |
| Höhe                 | 8,23 m                                                              |
| Flügelfläche         | 55 m²                                                               |
| Flügelstreckung      | 11,8                                                                |
| Kabine (L×B×H)       | 14,30 m × 2,6 m × 1,90 m                                            |
| Leermasse            | 13.300 kg                                                           |
| Nutzlast             | 6.000 kg                                                            |
| Startmasse           | max. 21.500 kg                                                      |
| Landemasse           | max. 21.000 kg                                                      |
| Tankkapazität        | 4.440 kg                                                            |
| Reisegeschwindigkeit | 575 km/h                                                            |
| Dienstgipfelhöhe     | 7.200 m                                                             |
| Reichweite           | 1.380–3.050 km                                                      |
| Startstrecke         | 1.495 m                                                             |
| Triebwerke           | zwei Klimow TW3-117WMA-SBM1 oder zwei Pratt & Whitney Canada PW127A |
| Leistung             | je 1.838 kW (ca. 2.500 PS) oder je 2.022 kW (ca. 2.750 PS)          |
| Propeller            | 6-Blatt mit 3,66 m Durchmesser                                      |